# Rhodacarus solimani
Rhodacarus solimani är en spindeldjursart som beskrevs av Fouly och Nawar 1990. Rhodacarus solimani ingår i släktet Rhodacarus och familjen Rhodacaridae. Inga underarter finns listade i Catalogue of Life.